# Cecilia Camellini
Cecilia Camellini (Modena, 10 marzo 1992) è un'ex nuotatrice italiana.
È un'ex atleta non vedente, campionessa europea, mondiale e paralimpica nello stile libero e nel dorso.

## Carriera
Cieca dalla nascita, Camellini ha iniziato a nuotare all'età di tre anni nella piscina di Modena dei vigili del fuoco.
Dal 2003 nuota nella A.S.D Tricolore di Reggio Emilia. Ha avuto come primo allenatore Ettore Pacini; dalla fine del 2005 al 2008 il suo allenatore è stato Gianni Pala, dal 2008 a oggi è stata allenata da Alessandro Cocchi e Matteo Poli. Nel 2004 ha vinto ai campionati italiani di Abano Terme i titoli nei 50 e nei 100 metri stile libero e nei 100 metri dorso. Negli anni seguenti ha raccolto altri titoli italiani e ha partecipato alle maggiori competizioni internazionali.
Nel 2007, quindicenne, ha partecipato ai III Giochi mondiali dell'IBSA, la federazione internazionale degli sport per ciechi, a San Paolo del Brasile e là ha vinto due medaglie d'oro nei 200 e 400 metri stile libero, una d'argento nei 100 metri dorso e una di bronzo nei 100 metri stile libero. L'anno dopo è stata convocata per i Giochi paralimpici di Pechino, in cui è stata portabandiera durante la cerimonia di apertura con Francesca Porcellato nonché atleta più giovane della squadra italiana. Ai Giochi ha vinto due medaglie d'argento nei 50 e nei 100 metri stile libero.
Ai campionati europei IPC di nuoto del 2009 di Reykjavík ha vinto l'oro nei 100 metri stile libero e l'argento nei 50 m stile libero. Nel 2010 partecipa ai mondiali del Comitato Paralimpico Internazionale a Eindhoven, vincendo l'oro nei 100 metri stile libero e nei 100 m dorso stabilendo il primato mondiale per le due gare nella sua categoria; inoltre l'argento nei 200 m misti e nei 50 metri stile libero.
Nel luglio del 2011 si è confermata agli europei IPC di Berlino con le vittorie nei 50 e 100 metri stile libero e gli argenti nei 400 metri stile libero, nei 100 metri dorso e nei 200 metri misti.
Alle Paralimpiadi di Londra 2012 vince due medaglie d'oro stabilendo due nuovi primati mondiali nei 100 metri stile libero categoria S11, con il tempo di 1'07"29, e nei 50 metri stile libero categoria S11, con il tempo di 30"94. Il 2 settembre vince la medaglia di bronzo nei 100 metri dorso con il tempo di 1'19"91, dietro alla giapponese Rina Akiyama e alla neozelandese Mary Fisher.
Il 7 settembre vince il bronzo nei 400 m stile libero S11 con il tempo di 5:20.27.
Ai campionati europei IPC di nuoto del 2018 di Dublino chiude la propria carriera come atleta della Nazionale Italiana aggiudicandosi due medaglie d'argento (100m dorso S11 - 400m stile libero S11) e una di bronzo (100m stile libero S11).

## Palmarès
| Giochi paralimpici          | 50 m st. libero S11 | 100 m st. libero S11 | ---                 | 400 m st. libero S11 | ---                 | 100 m dorso S11 | 200 m misti SM11 |
| 2008 Pechino Cina           | Argento 31"95       | Argento 1'09"65      | ---                 | ---                  | ---                 | ---             | ---              |
| 2012 Londra Regno Unito     | Oro 30"94           | Oro 1'07"29          | ---                 | Bronzo 5'20"27       | ---                 | Bronzo 1'19"91  | 6ª 3'01"86       |
| 2016 Rio de Janeiro Brasile | 5ª 31"71            | ---                  | ---                 | Argento 5'16"36      | ---                 | 7ª 1'23"12      | ---              |
| Campionati mondiali IPC     | 50 m st. libero S11 | 100 m st. libero S11 | ---                 | ---                  | ---                 | 100 m dorso S11 | 200 m misti SM11 |
| 2010 Eindhoven Paesi Bassi  | Argento 31"85       | Oro 1'08"56          | ---                 | ---                  | ---                 | Oro 1'19"78     | Argento 2'58"17  |
| Campionati mondiali IBSA    | 50 m st. libero B1  | 100 m st. libero B1  | 200 m st. libero B1 | 400 m st. libero B1  | 800 m st. libero B1 | 100 m dorso B1  | ---              |
| 2007 San Paolo Brasile      | 4ª 35"85            | Bronzo 1'19"09       | Oro 2'51"46         | Oro 5'57"88          | squalificata        | Argento 1'27"60 | ---              |
| Campionati europei IPC      | 50 m st. libero S11 | 100 m st. libero S11 | ---                 | 400 m st. libero S11 | ---                 | 100 m dorso S11 | 200 m misti SM11 |
| 2009 Reykjavik Islanda      | Argento 32"78       | Oro 1'09"67          | ---                 | ---                  | ---                 | ---             | ---              |
| 2011 Berlino Germania       | Oro 32"90           | Oro 1'09"28          | ---                 | Argento 5'23"87      | ---                 | Argento 1'22"03 | Argento 3'09"52  |
| 2016 Funchal Portogallo     | Bronzo 32"00        | Oro 1'09"20          | ---                 | Argento 5'30"26      | ---                 | Bronzo 1'22"65  | ---              |
| 2018 Dublino Irlanda        | 4ª 31"92            | Bronzo 1'09"84       | ---                 | Argento 5'20"53      | ---                 | Argento 1'21"35 | ---              |

### Campionati italiani
18 titoli individuali, così ripartiti:
- 5 nei 50 m stile libero
- 6 nei 100 m stile libero
- 4 nei 400 m stile libero
- 3 nei 100 m dorso

Questa tabella è incompleta. Nei campionati europei IPC ha vinto 7 medaglie d'oro, non 4.
| Anno | Edizione  | st.libero 50 m | st.libero 100 m | st.libero 400 m | dorso 100 m |
| ---- | --------- | -------------- | --------------- | --------------- | ----------- |
| 2004 | Assoluti  | 1              | 1               | -               | 1           |
| 2005 | Assoluti  | 1              | 1               | -               | 1           |
| 2007 | Assoluti  | -              | 1               | 1               | 1           |
| 2008 | Assoluti  | 2              | 1               | 1               | -           |
| 2009 | Assoluti  | 1              | -               | -               | -           |
| 2010 | Invernali | 1              | 1               | 1               | -           |
| 2010 | Assoluti  | 1              | 1               | 1               | -           |